# Facial Action Coding System
Das 1978 zuerst publizierte Facial Action Coding System (FACS, engl. für „Gesichtsbewegungs-Kodierungssystem“) ist ein unter Psychologen weltweit verbreitetes Kodierungsverfahren zur Beschreibung von Gesichtsausdrücken.

## Geschichte
Die erste Version des Systems wurde 1978 von Paul Ekman und Wallace Friesen entwickelt. Ihre wichtigste Grundlage war das Buch Man’s Face and Mimic [bzw. Facial] Language (Das menschliche Gesicht und seine mimische Sprache; Originaltitel: Människans ansikte och mimiska språket. 1969, Malmö: Studentlitteratur) des schwedischen Anatomen Carl-Herman Hjortsjö von der Universität Lund. Später wurde das System auf andere Arten übertragen, so zum Beispiel auf Schimpansen, Rhesusaffen, Gibbons, Orang-Utans, Hunde und Pferde.

## Anwendungsgebiete

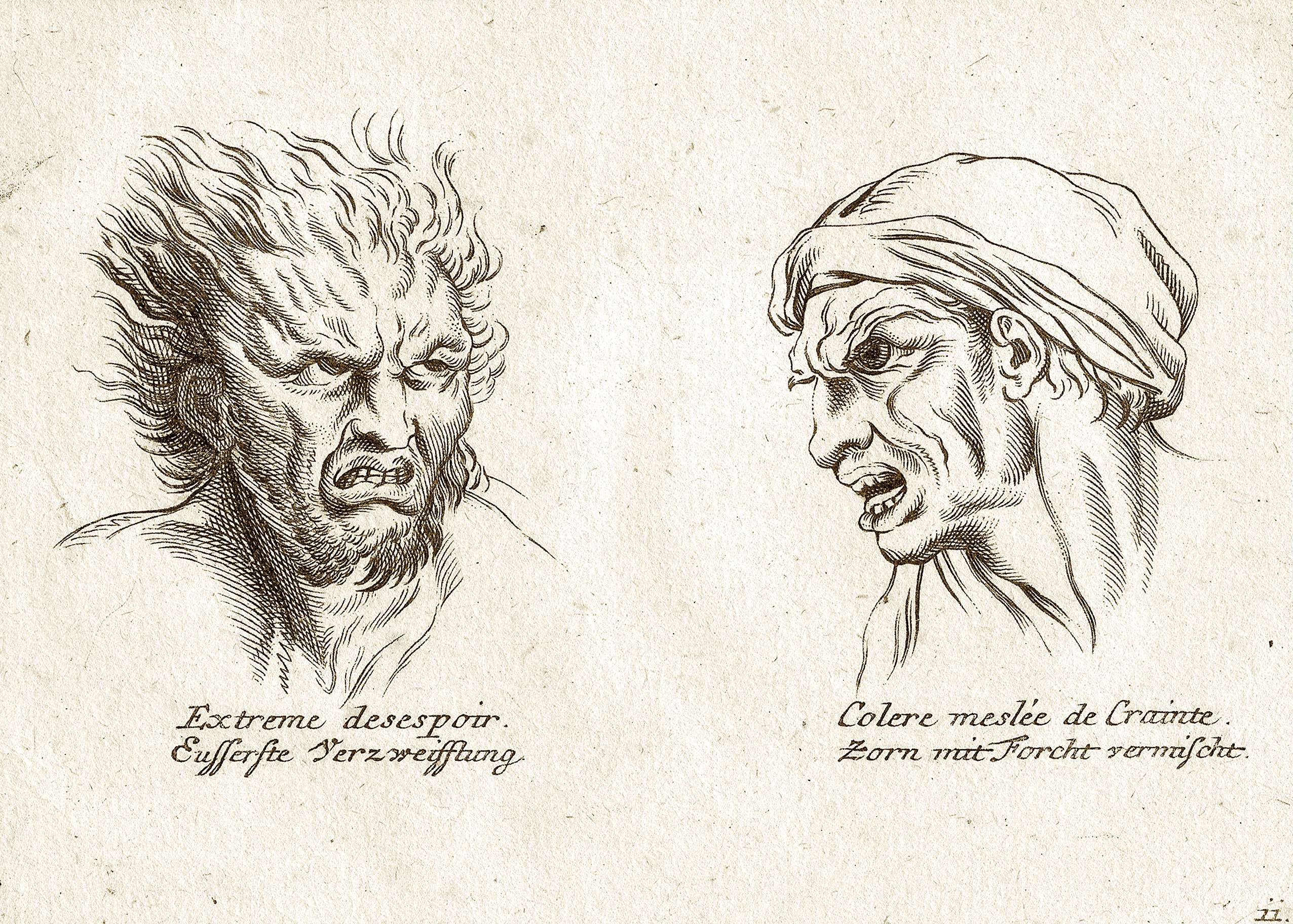
Verschiedene Gefühlszustände und ihr physiognomischer Ausdrucksgehalt

Das Hauptanwendungsgebiet ist die Emotionspsychologie. Mit dessen Hilfe kann man beispielsweise ein echtes von einem gekünstelten Lächeln unterscheiden. FACS ist somit eine Technik zur Mimik- bzw. Emotionserkennung.
Das Unter-Kontrolle-Bringen der an einem Gesichtsausdruck beteiligten Muskeln benötigt eine – wenn auch kurze – Zeitspanne. Während dieser Zeitspanne ist das zugrunde liegende Gefühl in einem vollständigen Gesichtsausdruck korrekt dargestellt. Danach wird der Ausdruck durch den Gesichtsausdruck ersetzt, den die Person darstellen möchte. Dieser Ablauf wird auf Deutsch als Mikromimik bezeichnet.
Eine anerkannte FACS-Kodierung muss üblicherweise von zwei unabhängigen, zertifizierten Kodierern erfolgen. Teil der Zertifizierung ist die Fähigkeit, die Einzelelemente des Systems mit dem eigenen Gesicht produzieren zu können.
Zudem wird FACS immer häufiger als Basis für die Computeranimation von Gesichtsausdrücken eingesetzt, etwa in Filmen wie Beowulf, Benjamin Button oder Avatar.

## Aufbau der FACS-Kodierung
Das FACS ordnet nahezu jeder sichtbaren Bewegung der mimischen Muskulatur eine „Bewegungseinheit“ (engl. Action Unit, AU) zu. Hierbei handelt es sich um Einheiten, die eine einzelne oder mehrere Muskelbewegungen zusammenfassen. Mit dieser Klassifikation ist es möglich, Gesichtsausdrücke schriftlich zu notieren – vergleichbar der Notation von verbalen Ausdrücken mit geschriebener Sprache.
Im FACS gibt es Paul Ekman zufolge insgesamt 44 solcher Einheiten, das Obergesicht umfasst 12, das Untergesicht 32 AUs. Die AUs im Untergesicht werden hinsichtlich der Richtung der Bewegungen unterteilt. So lassen sich horizontale, vertikale, schräge, kreisförmige und gemischte Aktionen unterscheiden. Die Kombinationen solcher Action Units werden bestimmten Emotionen zugeordnet.

## Auswahl aus der Liste der Bewegungseinheiten(Action Units)
- 01 Heben der Augenbrauen innen
- 02 Heben der Augenbrauen außen
- 04 Zusammenziehen der Augenbrauen
- 05 Heben des oberen Augenlides
- 06 Zusammenziehen des äußeren Teils des Ringmuskels um die Augen (es entstehen dabei meist Krähenfüßchen)
- 07 Zusammenziehen des inneren Teils des Ringmuskels um die Augen (Anspannen des unteren eventuell auch des oberen Augenlids)
- 09 Rümpfen der Nase
- 10 Anheben der oberen Lippe durch den Musculus levator labii superioris
- 11 Äußeren Teil der Oberlippe schräg nach oben ziehen
- 12 Anheben der Mundwinkel wie beim Lächeln oder Lachen (siehe auch Lachmuskulatur)
- 13 Spitzes Anheben der Mundwinkel („Chaplin-Smile“, historisch als hysterisches Lächeln bezeichnet)
- 14 Einziehen der Mundwinkel Trompeter-Muskel
- 15 Herabziehen der Mundwinkel
- 16 Nach unten Ziehen der Unterlippe
- 17 Hinaufschieben des Kinns
- 18 Kussmund
- 22 Lippen trichterförmig nach außen wölben
- 23 Spannen der Lippen, diese werden schmaler, nach innen gerollt und zu den Zähnen abgeflacht
- 24 Zusammenpressen der Lippen (Musculus orbicularis oris)
- 25 Öffnen der Lippen
- 26 Öffnen des Mundes durch Entspannung der Unterkiefermuskulatur
- 27 Weites Öffnen des Mundes
- 28 Lippen zwischen die Zähne saugen
- 42 Zusammenkneifen der Augen
- 43 Absenken des oberen Augenlides (43E = Augen geschlossen)
- 45 Blinzeln (mit beiden Augen)
- 46 Zwinkern (mit einem Auge)[7]

Weitere Action Units beschreiben die möglichen Kopf- und Augenbewegungen.

### Kodierung der Ausprägungsstärke
Die Stärke einer Bewegung wird im FACS durch einen fünfstufigen Rangwert ausgedrückt. Für jede AU wird im Handbuch explizit eine Zuordnungsregel angegeben.
Meistens gilt:
- Stärke A: an der Wahrnehmungsgrenze oder angedeutet
- Stärke B: gut sichtbar
- Stärke C: deutlich sichtbar
- Stärke D: ausgeprägt
- Stärke E: im physiologischen Höchstmaß (individuell)

Die Ausprägungsstärke ist nicht zu verwechseln mit der Ausdrucksstärke, da die Wirkung eines Ausdrucks nicht allein von der Stärke der Muskelbewegung abhängt.

### Basisemotionen
Paul Ekman zufolge existieren sieben Basisemotionen. Diese sind: Wut, Freude, Trauer, Ekel, Verachtung, Angst und Überraschung. Diese Emotionen werden kulturübergreifend verstanden, denn ihre dazugehörigen Gesichtsausdrücke sind universal.
Im Folgenden eine Tabelle zu den sieben Basisemotionen nach Paul Ekman und den daran beteiligten Action Units.
| Basisemotion | Action Units (AU) |
| Wut          | 4 – Zusammenziehen der Augenbrauen 5 – Heben des oberen Augenlides 7 – Anspannen der Augenlider 23 – aufeinander gepresste Lippen |
| Freude       | 6 – angehobene Wangen 12 – Anheben der Mundwinkel 42 – Zusammenkneifen der Augen |
| Trauer       | 1 – Heben der inneren Augenbraue 4 – Zusammenziehen der Augenbrauen 15 – Herabziehen der Mundwinkel |
| Ekel         | 4 – Zusammenziehen der Augenbrauen 9 – Rümpfen der Nase 10 – Heben der Oberlippe 17 – Heben des Kinns (was zum Anheben der Unterlippe führt) |
| Verachtung   | Auf einer Seite des Gesichts: 12 – Anheben der Mundwinkel |
| Angst        | 1 – Heben der inneren Augenbraue 2 – Heben der äußeren Augenbraue (= Hoch gezogene Augenbrauen) 4 – Zusammenziehen der Augenbrauen 5 – Heben des oberen Augenlides (weit geöffnete Augen) 7 – Anspannen der Augenlider 20 – Anspannen der Lippen 26 – Herunterfallen des Kiefers |
| Überraschung | 1 – Heben der inneren Augenbraue 2 – Heben der äußeren Augenbraue (= Hoch gezogene Augenbrauen) 5 – Heben des oberen Augenlides (weit geöffnete Augen) 26 – Herunterfallen des Kiefers                                                                                           |

## EmFACS
Das EmFACS steht für Emotion FACS und enthält nur jene Bewegungseinheiten, die zur Kodierung von häufigen emotionalen Gesichtsausdrücken (Freude, Trauer, Wut, Angst, Ekel und Überraschung) nötig sind. Das System wurde von Paul Ekman und W. V. Friesen in den 1980er Jahren an der University of California, San Francisco entwickelt.

## ChimpFACS
ChimpFACS ist eine Anpassung zur Analyse des Gesichtsausdrucks von Schimpansen. Es ermöglicht einen direkten strukturellen Vergleich der Gesichtsausdrücke von Schimpansen und Menschen.

## DogFACS

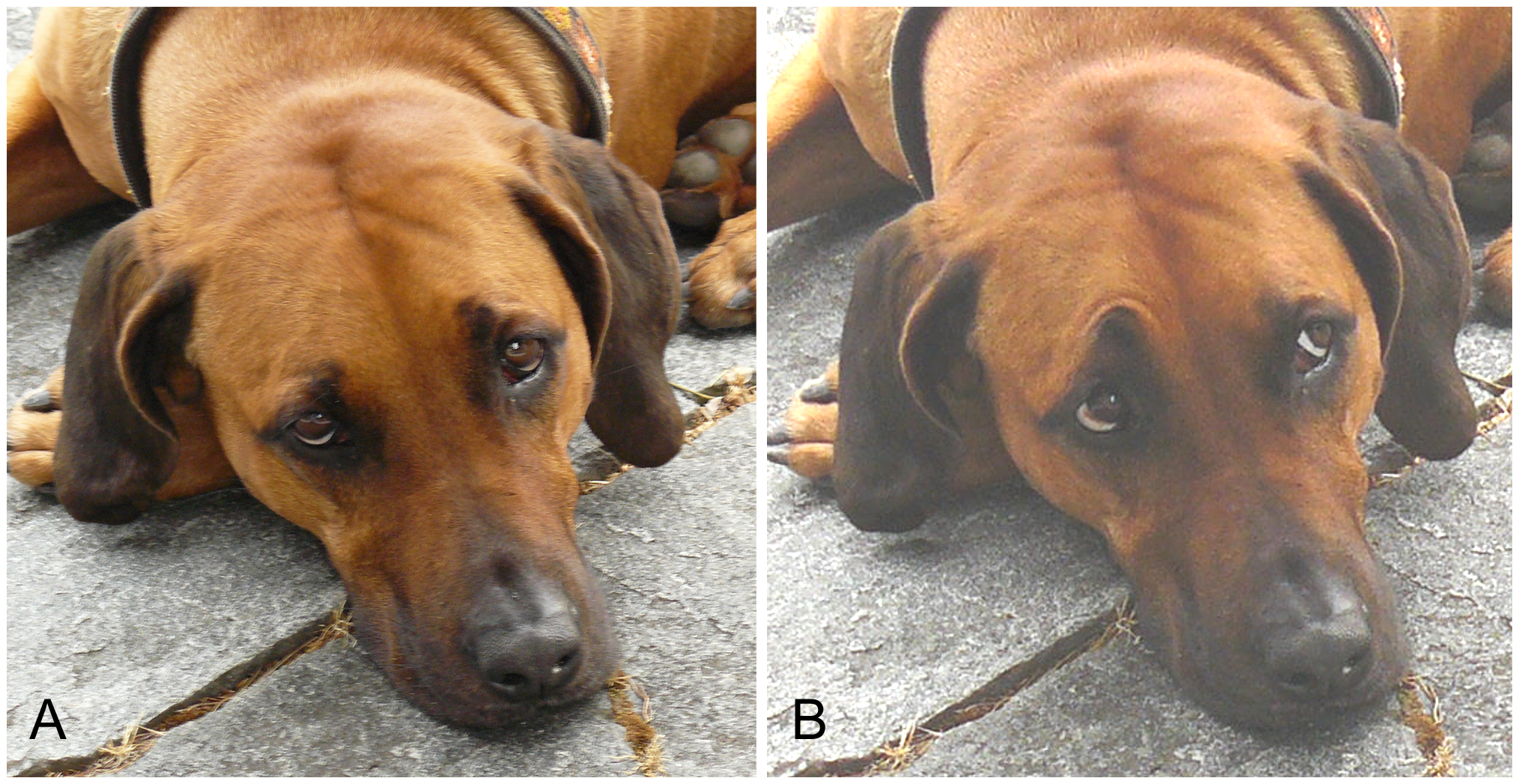
Hund mit neutralem Gesichtsausdruck (A) und mit AU101 beim rechten Auge (B)

Im Jahr 2013 wurde FACS auf Hunde (englisch: dog) übertragen. In der Studie, für die DogFACS entwickelt wurde, konnte gezeigt werden, dass Tierheimhunde, die AU101, das Hochziehen der Augenbraue, häufiger zeigten als andere, eher wieder ein Zuhause fanden als andere, also von potentiellen Interessenten bevorzugt wurden.

## F-M FACS 3.0
Das F-M-Pionier-Gesichtsaktions-Kodierungssystem 3.0 (F-M FACS 3.0) wurde im Jahr 2018 von Armindo Freitas-Magalhães erstellt und präsentiert 4.000 Segmente in 4K, mit 3D-Technologie, 360 3D und automatische und Zeiterkennung (FaceReader 7.1).
Der F-M FACS 3.0 verfügt neben der funktionalen und strukturellen Nomenklatur über 8 Action Units (AUs) und 22 Tongue Movements (TMs).

## Relevanz
Auch sogenannte micro expressions, d. h. Mikroausdrücke, können mithilfe des FACS identifiziert werden. Mikroausdrücke sind kurze, schnelle Gesichtsbewegungen mit einer Dauer von einem Bruchteil einer Sekunde (circa 1/12 bis 1/5 Sekunde). Sie treten plötzlich auf und verschwinden genauso plötzlich wieder. Daher sind sie in Zeitlupe gut zu erkennen. Außerdem sind sie i. d. R. leicht asymmetrisch. Mikroausdrücke geben die wahren Gefühle preis, lassen sich nicht verstecken und sind kaum zu manipulieren. Mithilfe von FACS lassen sich demnach nicht nur mimische Ausdrücke erkennen, sondern auch die dazugehörige Emotion. Aus diesem Grund wird die Methode des FACS auch von Institutionen wie der Polizei, dem FBI oder der CIA verwendet, um Kriminelle zu überführen.